# Natação no Campeonato Europeu de Esportes Aquáticos de 2014 - 50 m costas masculino
A prova dos 50 metros costas masculino da natação no Campeonato Europeu de Esportes Aquáticos de 2014 ocorreu nos dias 20 e 21 de agosto em Berlim, na Alemanha. 

## Calendário
| Fase          | Data         | Hora  |
| ------------- | ------------ | ----- |
| Eliminatórias | 20 de agosto | 10:34 |
| Semifinal     | 20 de agosto | 19:44 |
| Final         | 21 de agosto | 19:24 |

Todos os horários estão no horário local (UTC+1)

## Recordes
Antes desta competição, os recordes eram os seguintes:
| Recorde mundial       | Liam Tancock    | 24.04 | Roma      | 2 de agosto de 2009  |
| Recorde europeu       | Liam Tancock    | 24.04 | Roma      | 2 de agosto de 2009  |
| Recorde do campeonato | Camille Lacourt | 24.07 | Budapeste | 12 de agosto de 2010 |

## Medalhistas
| Ouro                   | Prata                 | Bronze                     |
| Vladimir Morozov (RUS) | Jérémy Stravius (FRA) | Chris Walker-Hebborn (GBR) |

## Resultados

### Eliminatórias
Esses foram os resultados das eliminatórias. 
| Pos. | Bateria | Raia | Nadador                  | Nacionalidade | Tempo | Notas |
| ---- | ------- | ---- | ------------------------ | ------------- | ----- | ----- |
| 1    | 5       | 5    | Guy Barnea               | Israel        | 24.99 | Q     |
| 1    | 4       | 4    | Vladimir Morozov         | Rússia        | 24.99 | Q     |
| 3    | 5       | 4    | Jérémy Stravius          | França        | 25.04 | Q     |
| 4    | 4       | 6    | Nicolas Grässer          | Alemanha      | 25.15 | Q     |
| 5    | 4       | 5    | Nikita Ulyanov           | Rússia        | 25.22 | Q     |
| 6    | 3       | 5    | Sergey Fesikov           | Rússia        | 25.28 |       |
| 7    | 5       | 3    | Chris Walker-Hebborn     | Reino Unido   | 25.29 | Q     |
| 8    | 4       | 3    | Stefano Pizzamiglio      | Itália        | 25.30 | Q     |
| 8    | 3       | 4    | Niccolò Bonacchi         | Itália        | 25.30 | Q     |
| 10   | 3       | 6    | Juan Miguel Rando        | Espanha       | 25.33 | Q     |
| 11   | 4       | 2    | Jesse Puts               | Países Baixos | 25.44 | Q     |
| 12   | 5       | 6    | Jonatan Kopelev          | Israel        | 25.45 | Q     |
| 13   | 4       | 7    | Miguel Ortiz-Cañavate    | Espanha       | 25.55 | Q     |
| 14   | 5       | 7    | Pavel Sankovich          | Bielorrússia  | 25.57 | Q     |
| 15   | 3       | 3    | Bastiaan Lijesen         | Países Baixos | 25.65 | Q     |
| 15   | 5       | 2    | Lavrans Solli            | Noruega       | 25.65 | Q     |
| 17   | 3       | 2    | Viktar Staselovich       | Bielorrússia  | 25.69 | Q     |
| 18   | 4       | 0    | David Gamburg            | Israel        | 26.05 |       |
| 18   | 2       | 4    | Andrey Shabasov          | Rússia        | 26.05 |       |
| 20   | 3       | 7    | Yakov Toumarkin          | Israel        | 26.07 |       |
| 21   | 5       | 1    | Baslakov İskender        | Turquia       | 26.11 |       |
| 22   | 5       | 8    | Pedro Oliveira           | Portugal      | 26.15 |       |
| 23   | 2       | 5    | Daniel Macovei           | Roménia       | 26.30 |       |
| 24   | 3       | 8    | Antons Voitovs           | Letônia       | 26.32 |       |
| 25   | 3       | 1    | Eric Ress                | França        | 26.33 |       |
| 26   | 3       | 0    | Axel Pettersson          | Suécia        | 26.34 |       |
| 27   | 4       | 9    | Martin Zhelev            | Bulgária      | 26.37 |       |
| 28   | 5       | 9    | Gytis Stankevičius       | Lituânia      | 26.47 |       |
| 29   | 2       | 6    | Teo Kolonić              | Croácia       | 26.56 |       |
| 30   | 3       | 9    | Martin Baďura            | Chéquia       | 26.57 |       |
| 31   | 2       | 3    | Martin Verner            | Chéquia       | 26.59 |       |
| 32   | 2       | 7    | David Kunčar             | Chéquia       | 26.68 |       |
| 33   | 2       | 1    | Boris Kirillov           | Azerbaijão    | 26.69 |       |
| 34   | 5       | 0    | Doruk Tekin              | Turquia       | 26.74 |       |
| 35   | 2       | 0    | Jean-François Schneiders | Luxemburgo    | 26.76 |       |
| 36   | 2       | 8    | Marko Krce-Rabar         | Croácia       | 26.82 |       |
| 36   | 2       | 9    | Petar Petrović           | Sérvia        | 26.82 |       |
| 36   | 2       | 2    | Sergiy Varvaruk          | Ucrânia       | 26.82 |       |
| 39   | 1       | 4    | Elijah Stolz             | Suíça         | 27.51 |       |
| 40   | 1       | 3    | Aram Kostanyan           | Armênia       | 28.41 |       |
| —    | 1       | 5    | Ari-Pekka Liukkonen      | Finlândia     |       | DNS   |
| —    | 4       | 1    | Alexis Santos            | Portugal      |       | DNS   |
| —    | 4       | 8    | Benjamin Stasiulis       | França        |       | DNS   |

### Semifinal
Esses foram os resultados das semifinais. 
Semifinal 1
| Pos. | Raia | Nadador               | Nacionalidade | Tempo | Notas |
| ---- | ---- | --------------------- | ------------- | ----- | ----- |
| 1    | 4    | Vladimir Morozov      | Rússia        | 24.61 | Q     |
| 2    | 3    | Chris Walker-Hebborn  | Reino Unido   | 25.05 | Q     |
| 3    | 2    | Jesse Puts            | Países Baixos | 25.07 | Q     |
| 4    | 5    | Nicolas Grässer       | Alemanha      | 25.11 | Q     |
| 5    | 8    | Viktar Staselovich    | Bielorrússia  | 25.41 |       |
| 6    | 6    | Niccolò Bonacchi      | Itália        | 25.47 |       |
| 7    | 1    | Bastiaan Lijesen      | Países Baixos | 25.51 |       |
| 8    | 7    | Miguel Ortiz-Cañavate | Espanha       | 25.60 |       |

Semifinal 2
| Pos. | Raia | Nadador             | Nacionalidade | Tempo | Notas |
| ---- | ---- | ------------------- | ------------- | ----- | ----- |
| 1    | 4    | Guy Barnea          | Israel        | 24.99 | Q     |
| 2    | 8    | Lavrans Solli       | Noruega       | 25.14 | Q     |
| 3    | 5    | Jérémy Stravius     | França        | 25.21 | Q     |
| 4    | 1    | Pavel Sankovich     | Bielorrússia  | 25.23 | Q     |
| 5    | 3    | Nikita Ulyanov      | Rússia        | 25.24 |       |
| 6    | 6    | Stefano Pizzamiglio | Itália        | 25.27 |       |
| 7    | 7    | Jonatan Kopelev     | Israel        | 25.37 |       |
| 8    | 2    | Juan Miguel Rando   | Espanha       | 25.40 |       |

### Final
Esse foi o resultado da final. 
| Pos.              | Raia | Nadador              | Nacionalidade | Tempo | Notas |
| ----------------- | ---- | -------------------- | ------------- | ----- | ----- |
| Medalha de ouro   | 4    | Vladimir Morozov     | Rússia        | 24.64 |       |
| Medalha de prata  | 1    | Jérémy Stravius      | França        | 24.84 |       |
| Medalha de bronze | 3    | Chris Walker-Hebborn | Reino Unido   | 25.00 |       |
| 4                 | 2    | Nicolas Grässer      | Alemanha      | 25.02 |       |
| 5                 | 5    | Guy Barnea           | Israel        | 25.05 |       |
| 6                 | 8    | Pavel Sankovich      | Bielorrússia  | 25.11 |       |
| 7                 | 7    | Lavrans Solli        | Noruega       | 25.28 |       |
| 8                 | 6    | Jesse Puts           | Países Baixos | 25.56 |       |

Legenda
| Recorde mundial       | Recorde mundial (World record)               |                       | Recorde africano                      | Recorde africano (African) |                                           | Q | Classificado por posição (Qualified) |
| Recorde do campeonato | Recorde do campeonato (Championship record)  | Recorde da América    | Recorde da América (Americas)         | q                          | Classificado por melhor tempo (Qualified) |   |                                      |
| Melhor marca do ano   | Melhor marca do ano (World leading)          | Recorde asiático      | Recorde asiático (Asian)              | DNS                        | Não largou (Did not start)                |   |                                      |
| Recorde nacional      | Recorde nacional (National record)           | Recorde europeu       | Recorde europeu (European)            | DNF                        | Não terminou (Did not finish)             |   |                                      |
| Recorde pessoal       | Recorde pessoal do atleta (Personal best)    | Recorde da Oceania    | Recorde da Oceania (Oceania)          | DSQ / DQ                   | Desclassificado (Disqualified)            |   |                                      |
| Recorde da temporada  | Recorde da temporada do atleta (Season best) | Recorde sul-americano | Recorde sul-americano (South America) | NM                         | Sem marca (No mark)                       |   |                                      |